# Бівер-Фоллс (Пенсільванія)
Бівер-Фоллс (англ. Beaver Falls) — місто (англ. city) в США, в окрузі Бівер штату Пенсільванія. Населення — 9005 осіб (2020).

## Географія
Бівер-Фоллс розташований за координатами 40°45′34″ пн. ш. 80°19′23″ зх. д. / 40.75944° пн. ш. 80.32306° зх. д. (40.759401, -80.323100). За даними Бюро перепису населення США в 2010 році місто мало площу 6,09 км², з яких 5,51 км² — суходіл та 0,58 км² — водойми.

## Демографія
Згідно з переписом 2010 року, у місті мешкало 8987 осіб у 3436 домогосподарствах у складі 1980 родин. Густота населення становила 1476 осіб/км². Було 4085 помешкань (671/км²).
Расовий склад населення:
| - 75,3 % — білих - 19,3 % — чорних або афроамериканців - 0,4 % — азіатів - 0,2 % — корінних американців |

До двох чи більше рас належало 4,4 %. Частка іспаномовних становила 1,2 % від усіх жителів.
За віковим діапазоном населення розподілялося таким чином: 20,3 % — особи молодші 18 років, 64,9 % — особи у віці 18—64 років, 14,8 % — особи у віці 65 років та старші. Медіана віку мешканця становила 34,1 року. На 100 осіб жіночої статі у місті припадало 89,1 чоловіків; на 100 жінок у віці від 18 років та старших — 85,2 чоловіків також старших 18 років.
Середній дохід на одне домашнє господарство становив 46 459 доларів США (медіана — 29 031), а середній дохід на одну сім'ю — 50 527 доларів (медіана — 40 986). Медіана доходів становила 39 432 долари для чоловіків та 29 808 доларів для жінок. За межею бідності перебувало 31,4 % осіб, у тому числі 56,1 % дітей у віці до 18 років та 11,6 % осіб у віці 65 років та старших.
Цивільне працевлаштоване населення становило 3809 осіб. Основні галузі зайнятості: освіта, охорона здоров'я та соціальна допомога — 39,2 %, мистецтво, розваги та відпочинок — 13,5 %, роздрібна торгівля — 9,5 %, виробництво — 8,7 %.